# 664-й мотострелковый полк
664-й мотострелковый полк — воинская часть СССР в Великой Отечественной войне стрелковый полк, действовавший в период с мая 1943 года по май 1945 года.
Полное название : 664-й мотострелковый Гумбиненнский полк 130-й стрелковой Таганрогской ордена Ленина Краснознамённой ордена Суворова дивизии.

## История полка
664-й мотострелковый полк сформирован в составе 130-й сд 1 мая 1943 года на базе 156-й стрелковой бригады и 159-й стрелковой бригады 28 армии.
В августе 1943 года полк в составе дивизии участвовал в прорыве Миус-фронта и в освобождении г.Таганрога, за что 30 августа 1943 года 130-й сд и 416-й сд было присвоено наименование «Таганрогских»
Донбасская операция, Мариупольский десант, Мелитопольская операция
- 10 сентября 1943 года участвовал в освобождении г. Мариуполя (Жданова).
- 17 сентября 1943 года участвовал в освобождении г. Осипенко (Бердянска).
- В сентябре — октябре 1943 года участвовал в освобождении г. Мелитополя.[4][5][7]

Одесская операция
В конце марта 1944 года полк с дивизией в составе 3-й ударной армии участвовал в освобождении Николаева. После освобождения Николаева, уже в составе 28-й армии, была выведена в резерв Ставки Верховного Главнокомандования.

Белорусская операция
- г. Барановичи. Освобождён 8 июля 1944 года в ходе наступления на Барановичско-Слонимском направлении.
- г. Брест. Освобождён 28 июля 1944 года.[5][14][15][16]

Инстербургско-Кёнигсбергская операция, Восточно-Прусская операция
20 января 1945 года. Взят г. Гумбиннен (Гусев).
- За овладение городом Гумбиннен полк получил почётное наименование «Гумбиненнский»
- Заместитель командира стрелкового батальона по политчасти капитан Гусев, Сергей Иванович погиб 18 января 1945 года в бою на подступах к Гумбиннену.

Указом Президиума Верховного Совета СССР от 19 апреля 1945 года Гусеву С. И. посмертно присвоено звание Героя Советского Союза.
Город Гумбиннен переименован в город Гусев Калининградской области.
Одна из улиц города Липецка названа именем Гусева.
Берлинская наступательная операция, Хальбский котёл
В апреле — мае 1945 года участвовал в составе дивизии в разгроме 200-тысячной группировки немецких войск к юго-западу от Берлина, ставшей «одним из самых крупных сражений на окружение на советско-германском фронте».
Закончила войну, участвуя в Пражской операции.
В 1945, после марша в г. Брест, 130-я стрелковая дивизия (3-го формирования) была расформирована. Личный состав дивизии перевели в 50-ю гвардейскую стрелковую дивизию.
664-й сп включён в состав 107-й мотострелковой дивизии (3-го формирования) с пунктом постоянной дислокации город Вильнюс Литва.
В 1991 году 107-я мотострелковая дивизия (3-го формирования) и её 664-й мотострелковый полк расформированы.

## Подчинение
(по)
Полк в составе дивизии входил в состав 44-й армии, 3-й гвардейской армии, 5-й ударной армии. С апреля 1944 года до конца войны в 28-ю армию

## Состав
(по)
В состав дивизии входили:
- 371-й стрелковый полк
- 528-й стрелковый полк
- 664-й стрелковый полк,
- 363 артиллерийский полк,
- 215 отдельный истребительно-противотанковый дивизион,
- 151 разведывательная рота,
- 192 сапёрный батальон,
- 425 отдельный батальон связи (до 25.11.44 г. — 342 отдельная рота связи),
- 122 медико-санитарный батальон,
- 103 отдельная рота химзащиты,
- 255 автотранспортная рота,
- 153 полевая хлебопекарня,
- 994 (988) дивизионный ветеринарный лазарет,
- 2281 полевая почтовая станция,
- 1252 полевая касса Госбанка.

## Командование

### Командование 664-го стрелкового полка
Командиры полка
- 1944—1945 подполковник Пирязев
- Рота связи
- Командир старший лейтенант Пинский Юрий Хацкелевич (1909-24.03.1945)

### Командование 664-го мотострелкового полка
Командиры полка
- 1974—1976 подполковник Белозёров
- 1978—1979 майор Дорофеев, Александр Анатольевич

Заместители командира полка
- 1974—1975 капитан Дорофеев, Александр Анатольевич

Начальники штаба полка
- 1973—1975 подполковник Чермошенцев

Заместители командира полка по политчасти
- 1971—1978 майор Горохов

Заместители командира полка по тылу
- 1972—1978 подполковник Мачкявичус
- 1978—1982 подполковник Норейка Казис Владо

## Отличившиеся воины
| Награда | Ф. И. О.                   | Должность                                                               | Звание  | Дата награждения | Примечания                            |
| ------- | -------------------------- | ----------------------------------------------------------------------- | ------- | ---------------- | ------------------------------------- |
|         | Бордунов, Виктор Никитович | помощник командира стрелкового взвода, 664-й стрелковый полк            | сержант | 24.03.1945       |                                       |
|         | Ващенко, Николай Анфимович | командир сапёрного взвода, 664-й стрелковый полк                        | сержант | 27.02.1958       | перенаграждён орденом Славы I степени |
|         | Гусев Сергей Иванович      | Заместитель командира 2-го стрелкового батальона, 664-й стрелковый полк | капитан | 19.04.1945       |                                       |
|         | Ерофеев, Григорий Петрович | Командир 3-го стрелкового батальона                                     | капитан | 23.08.1944       |                                       |

## Почётное наименование
- За овладение городом Гумбиннен полк получил почётное наименование «Гумбинненский»